# U541 Szmila
Az U541 Szmila (ukránul: Сміла), ex. UK–68 az Ukrán Haditengerészet iskolahajója. Lengyelországban építették 1984–1985-ben. 1996-tól tartozik az Ukrán Haditengerészet állományába. Honi kikötője Odessza.

## Története
UK–3 típusú iskolahajó, melyből 20 darabot épített a gdański Wisła hajógyár 1982–1990 között a Szovjet Haditengerészet számára. A Szmila a sorozat 15. egységeként építését 1984-ben kezdték el. 1985-ben bocsátották vízre és agyanabban az évben állították szolgálatba a szovjet Fekete-tengeri Flottánál UK–68 jelzéssel, ahol a szevasztopoli Nahimov Haditengerészeti Akadémia állományába tartozott.
A Fekete Tengeri Flotta 1996-os felosztásakor a hajó az Ukrán Haditengerészethez került, ahol az U541 hadrendi jelzést kapta és a Szmila nevet kapta a Csernyihivi területen fekvő Szmila város után. A hajó az ukrán fennhatóság alá kerülése után is az Ukrán Haditengerészet Nahimov Haditengerészeti Akadémiájához tartozott és Szevasztopolban a Sztrilecka-öbölben volt a bázisa. A Krím 2014-es orosz megszállása idején az orosz csapatok elfoglalták, majd április végén visszajuttatták Ukrajnának, az új bázisa  Odessza lett. A hajó az odesszai Nemzeti Tengerészeti Akadémia Haditengerészeti Karának kötelékében üzemel.
2017 októberétől nagyjavításon tartózkodott Mikolajivben a Fekete-tengeri Hajógyárban, amelyet december 12-én fejeztek be. 